# Vita Benedetič
Vita Benedetič (* 19. März 2004) ist eine slowenische Leichtathletin, die sich auf den Stabhochsprung spezialisiert hat.

## Sportliche Laufbahn
Erste internationale Erfahrungen sammelte Vita Benedetič im Jahr 2023, als sie bei den U20-Europameisterschaften in Jerusalem mit übersprungenen 3,70 m auf den zwölften Platz gelangte. Im Jahr darauf belegte sie bei den Balkan-Hallenmeisterschaften in Istanbul mit 4,10 m den sechsten Platz und 2025 verpasste sie bei den U23-Europameisterschaften in Bergen mit 4,00 m den Finaleinzug.
2024 wurde Benedetič slowenische Meisterin im Stabhochsprung im Freien und in der Halle.